# Solingen

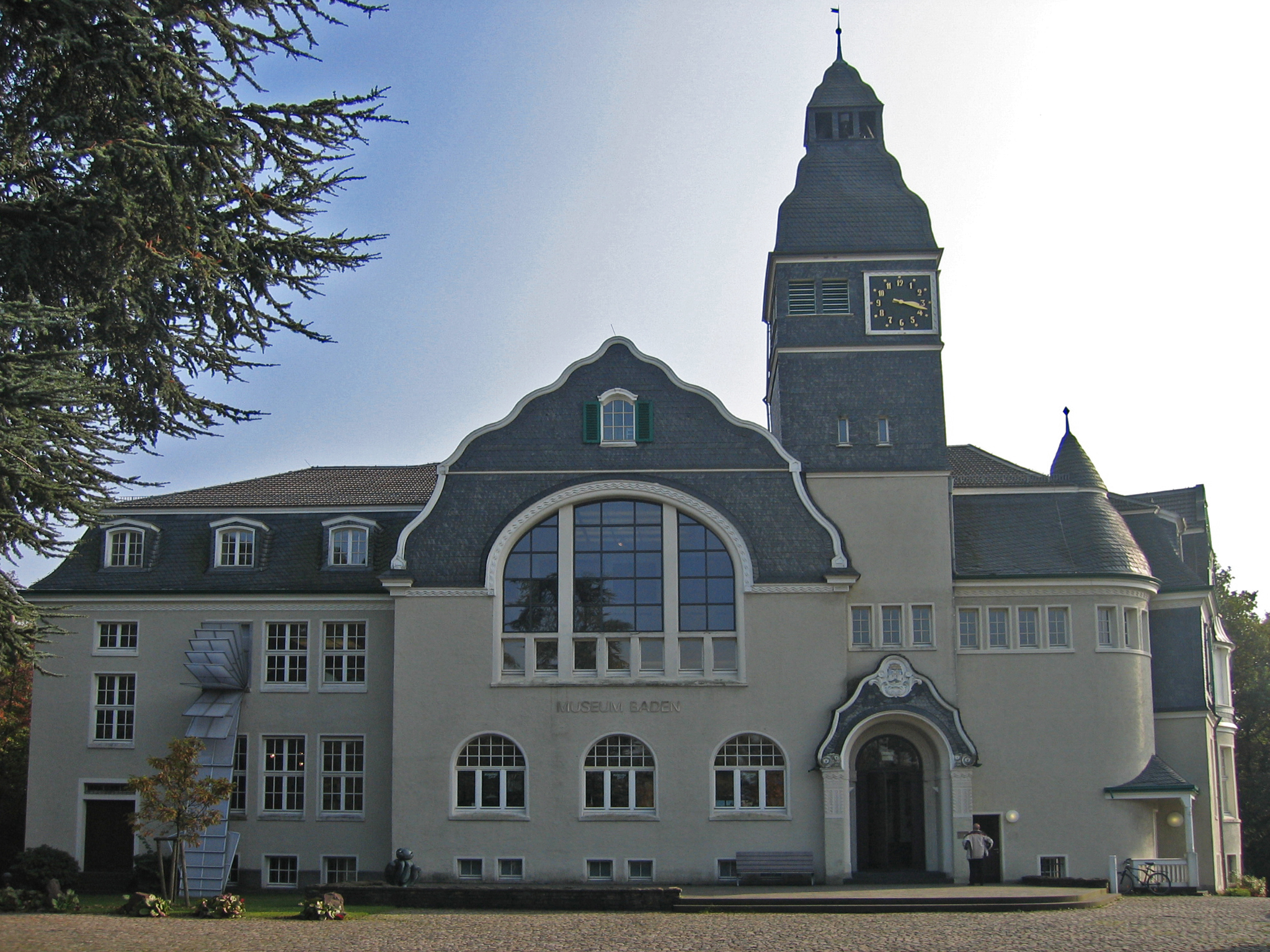
Muzeul de artă Baden

Solingen este un oraș în landul Renania de Nord-Westfalia, Germania. Orașul este învecinat cu localitățile Wuppertal, Remscheid și Bergisch Gladbach. Numărul de locuitori al orașului Solingen a crescut după reforma administrativă din anul 1929, ajungând la cifra de 100.000 loc. prin care Solingen se numără printre orașele mari din landul Renania de Nord-Westfalia. 

## Date geografice
Solingen se află amplasat la sud-vest de Wuppertal, în regiunea Bergisches Land. Teritoriul orașului district ocupă suprafața de 89,45 km², din care un procent de 50 % este folosit ca grădini sau teren agricol. Perimetrul hotarului orașului are 62 km, lungimea cea mai mare o are teritoriul orașului pe direcția est-vest, ea fiind de 15,6 km. Solingen este traversat de râul Wupper pe o porțiune de 26 km. Punctul cel mai înalt al orașului fiind de  276 m, situat la turnul de apă Gräfrather, iar cel mai jos este la sud de Verlach, cu altitudinea de 53 m deasupra n.m..
Orașele vecine începând din nord-est, și enumerate în sensul acelor de ceasornic sunt: Wuppertal, Remscheid, Wermelskirchen, Burscheid, Leichlingen, Langenfeld (Rheinland), Hilden și Haan.

## Subîmpărțire administrativă
Solingen cuprinde cinci sectoare, fiecare sector are între 13 și 15 reprezentanți cu un președinte care sunt aleși pe cinci ani. Cele cinci sectoare ale orașului sunt:
1. Solingen-Mitte (centru)
2. Ohligs/Aufderhöhe/Merscheid
3. Burg/Höhscheid
4. Wald
5. Gräfrath

Acestea au luat naștere prin unirea localităților sau cartierelor de odinioară: Aufderhöhe, Balkhausen, Bünkenberg, Burg, Brabant, Broßhaus, Central, Dahl, Demmeltrath, Dorperhof, Eigen, Flachsberg, Fürk, Fürkeltrath, Fuhr, Glüder, Gönrath, Gosse, Hackhausen, Haasenmühle, Höhrath, Hasseldelle, Hästen, Höhscheid, Ittertal, Kannenhof, Katternberg, Ketzberg, Kohlfurth, Kotzert, Kohlsberg, Krahenhöhe, Külf, Rathland, Keusenhof, Löhdorf, Landwehr, Mangenberg, Mankhaus, Maubes, Meigen, Müngsten, Nacken, Nümmen, Papiermühle, Pfaffenberg, Pilghausen, Piepersberg, Rupelrath, Rüden, Rölscheid, Schlagbaum, Schrodtberg, Schaberg, Schieten, Schnittert, Theegarten, Unnersberg, Unterland, Weyer, Widdert, Wilzhaus, Zum Holz și altele.

## Istoric
Numele de Solingen este amintit pentru prima dată de un diacon prin anul 1067, el fiind până atunci amintit sub nume diferite ca: 
- Solagon (965),
- Solonchon – Solengen (1168, 1172) – Soileggen (1363, 1366, 1377)
- Soleggen (1365) – Solingen (1174)
- (Solungun) – Solonchon (1067) – Solungen (1356, 1382) – Solingen. Din Evul Mediu, Solingen devine un centru unde se produc lame de oțel renumit de Solingen, lame folosite la cuțite sau alte unelte de tăiat. Prin Hotărârea din anul 1994, numele de Solingen este patentat.

### Incendierea din Solingen
Incendierea din Solingen a fost unul dintre cele mai grave cazuri de violență împotriva imigranților în Germania. În noapte dintre 28 spre 29 mai 1993 patru tineri germani, care se asociau la mișcarea ultra-dreaptǎ de skinheads, care aveau legǎturi cu neo-naziștii, au incendiat casa unei familii mari de turci în Solingen, Renania de Nord-Westfalia. Trei fete și două femei au fost ucise, paisprezece membri ai familiei, inclusiv copii, au fost răniți, unii dintre ei grav. Atacul a provocat proteste din partea turcilor, în diverse orașe germane, precum și demonstrații mari în sprijinul victimelor tragediei. În octombrie 1995, infractorii au fost condamnați pentru crimă și au primit pedepse cu închisoarea de la 10 la 15 ani.

## Personalități născute aici
- Albert Bierstadt (1830 - 1902), pictor american;
- Ernst Otto Beckmann (1853 - 1923), chimist, farmacist;
- Arthur Moeller van den Bruck (1876 - 1925), istoric, scriitor;
- Adolf Eichmann (1906 - 1962), ofițer nazist;
- Walter Scheel (1919 - 2016), om politic;
- Bettina Heinen-Ayech (1937 - 2020), pictoriță;
- Peter Michael Mombaur (n. 1938), om politic;
- Pina Bausch (1940 - 2009), coregrafă, dansatoare;
- Richard David Precht (n. 1964), filozof, publicist.